# Niederbayern
Niederbayern er både et Bezirk og et Regierungsbezirk i den tyske delstat Bayern.
Niederbayern ligger i den østlige del af Bayern, og grænser mod nord til Oberpfalz, mod nordøst til Böhmen, i sydøst til Oberösterreich (Innviertel) og mod sydvest til Oberbayern. Navnet „Niederbayern“ dukker op første gang i 1255 ved den bayeriske landedeling. Oprindeligt var Niederbayern væsentligt større og omfattede også Chiemgau og området ved Bad Reichenhall.
Administrationsby for både bezirk og regierungsbezirk er Landshut.

## Inddeling
Regierungsbezirk Niederbayern omfatter tre Kreisfrie byer og ni landkreise:

### Kreisfrie byer
1. Landshut
2. Passau
3. Straubing

### Landkreise
1. Landkreis Deggendorf
2. Landkreis Dingolfing-Landau
3. Landkreis Freyung-Grafenau
4. Landkreis Kelheim
5. Landkreis Landshut
6. Landkreis Passau
7. Landkreis Regen
8. Landkreis Rottal-Inn
9. Landkreis Straubing-Bogen

### Andre større byer
| By          | Indbyggere |
| ----------- | ---------- |
| Deggendorf  | 31.421     |
| Dingolfing  | 18.443     |
| Vilshofen   | 16.408     |
| Kelheim     | 15.656     |
| Pocking     | 14.913     |
| Eggenfelden | 14.110     |
| Mainburg    | 13.882     |